# Bodvallstjärnen, Dalarna
Bodvallstjärnen är en sjö i Smedjebackens kommun i Dalarna och ingår i Norrströms huvudavrinningsområde.